# Cyclisme aux Jeux panaméricains de 2007
Navigation
Jeux panaméricains de 2003 Jeux panaméricains de 2011
Les compétitions de cyclisme des Jeux panaméricains de 2007 se sont déroulées du 14 au 21 juillet à Rio de Janeiro, Brésil.

## Podiums hommes

### Courses sur route
| Compétitions                 | Or                    | Argent              | Bronze                   |
| ---------------------------- | --------------------- | ------------------- | ------------------------ |
| Course en ligne individuelle | Wendy Cruz (DOM)      | Emile Abraham (TRI) | Luciano Pagliarini (BRA) |
| Contre-la-montre individuel  | Santiago Botero (COL) | Matías Médici (ARG) | Dominique Rollin (CAN)   |

### Courses sur piste
| Compétitions           | Or                                                                | Argent                                                            | Bronze                                                        |
| ---------------------- | ----------------------------------------------------------------- | ----------------------------------------------------------------- | ------------------------------------------------------------- |
| Keirin                 | Leonardo Narváez (COL)                                            | Cam Mackinnon (CAN)                                               | Leandro Bottasso (ARG)                                        |
| Vitesse                | Julio César Herrera (CUB)                                         | Ben Barczewski (USA)                                              | Andy Lakatosh (USA)                                           |
| Vitesse par équipes    | Cuba Ahmed López Julio César Herrera Yosmani Poll                 | Venezuela Hersony Canelón Andris Hernández César Marcano          | Colombie Leonardo Narváez Hernán Sánchez Marzuki Mejia        |
| Poursuite individuelle | Enzo Cesario (CHI)                                                | Tomás Gil (VEN)                                                   | Fernando Antogna (ARG)                                        |
| Poursuite par équipes  | Chili Enzo Cesario Marco Arriagada Luis Sepúlveda Gonzalo Miranda | Colombie Carlos Alzate Juan Pablo Forero Arles Castro Jairo Pérez | Venezuela Tomás Gil Richard Ochoa Jaime Rivas Franklin Chacón |
| Course aux points      | Andris Hernández (VEN)                                            | José Serpa (COL)                                                  | Milton Wynants (URU)                                          |
| Américaine             | Argentine Walter Pérez Juan Curuchet                              | Colombie Alexander González José Serpa                            | Venezuela Richard Ochoa Andris Hernández                      |

### VTT
| Compétitions  | Or               | Argent                | Bronze                      |
| ------------- | ---------------- | --------------------- | --------------------------- |
| Cross-country | Adam Craig (USA) | Rubens Donizete (BRA) | Dario Alejandro Gasco (ARG) |

### BMX
| Compétitions | Or                     | Argent                | Bronze             |
| ------------ | ---------------------- | --------------------- | ------------------ |
| BMX          | Jason Richardson (USA) | Jonathan Suarez (VEN) | José Primera (VEN) |

## Podiums femmes

### Courses sur route
| Compétitions                 | Or                    | Argent                  | Bronze                   |
| ---------------------------- | --------------------- | ----------------------- | ------------------------ |
| Course en ligne individuelle | Yumari González (CUB) | Belem Guerrero (MEX)    | Danielys García (VEN)    |
| Contre-la-montre individuel  | Anne Samplonius (CAN) | Giuseppina Grassi (MEX) | Clemilda Fernandes (BRA) |

### Courses sur piste
| Compétitions           | Or                      | Argent                  | Bronze                 |
| ---------------------- | ----------------------- | ----------------------- | ---------------------- |
| Vitesse                | Diana García (COL)      | Lisandra Guerra (CUB)   | Arianna Herrera (CUB)  |
| Course aux points      | Yoanka González (CUB)   | María Luisa Calle (COL) | Belem Guerrero (MEX)   |
| Poursuite individuelle | María Luisa Calle (COL) | Danielys García (VEN)   | Dalila Rodríguez (CUB) |

### VTT
| Compétitions  | Or                      | Argent                 | Bronze             |
| ------------- | ----------------------- | ---------------------- | ------------------ |
| Cross-country | Catharine Pendrel (CAN) | Mary McConneloug (USA) | Laura Morfín (MEX) |

### BMX
| Compétitions | Or                  | Argent                  | Bronze             |
| ------------ | ------------------- | ----------------------- | ------------------ |
| BMX          | Gabriela Díaz (ARG) | Ana Flávia Sgobin (BRA) | Kimmy Diquez (VEN) |

## Tableau des médailles
| #     | Pays                   | texte= | texte= | texte= | Total |
| ----- | ---------------------- | ------ | ------ | ------ | ----- |
| 1.    | Colombie               | 4      | 5      | 1      | 10    |
| 2.    | Cuba                   | 4      | 1      | 2      | 7     |
| 3.    | États-Unis             | 2      | 2      | 1      | 5     |
| 4.    | Argentine              | 2      | 1      | 3      | 6     |
| 5.    | Canada                 | 2      | 1      | 1      | 4     |
| 6.    | Chili                  | 2      | 0      | 0      | 2     |
| 7.    | Venezuela              | 1      | 3      | 5      | 9     |
| 8.    | République dominicaine | 1      | 0      | 0      | 1     |
| 9=.   | Brésil                 | 0      | 2      | 2      | 4     |
| 9=.   | Mexique                | 0      | 2      | 2      | 4     |
| 11.   | Trinité-et-Tobago      | 0      | 1      | 0      | 1     |
| 12.   | Uruguay                | 0      | 0      | 1      | 1     |
| Total | Total                  | 18     | 18     | 18     | 54    |

## Sources
- (en) Résultats sur Cyclingnews